# 广治市社
廣治市社（越南语：／）是越南廣治省下辖的一個市社，雖同廣治省同名，但並非廣治省蒞，廣治省蒞為東河市。

## 地理
广治市社北接肇丰县，东和南接海陵县，西接达克容县。

## 历史
1989年9月16日，肇海县以广治市镇析置广治市社；广治市镇分设为第一坊和第二坊。
2008年3月19日，肇丰县肇上社部分区域和海陵县海丽社1社划归广治市社管辖；肇上社部分区域和第一坊部分区域合并为安敦坊，第一坊和第二坊析置第三坊。

## 行政区划
广治市社下辖4坊1社，市社人民委员会位于第二坊。
- 第一坊（Phường 1）
- 第二坊（Phường 2）
- 第三坊（Phường 3）
- 安敦坊（Phường An Đôn）
- 海麗社（Xã Hải Lệ）